# Urban Hettich
Urban Hettich (n. 2 martie 1953, Schonach im Schwarzwald, Republica Federală Germania, Germania) este un sportiv german, medaliat olimpic. A participat la 3 ediții ale Jocurilor Olimpice (1972, 1976, 1980) în care a câștigat o medalie de argint.